# Éplessier
Éplessier é uma comuna francesa na região administrativa de Altos da França, no departamento de Somme. Estende-se por uma área de 14,09 km². Em 2010 a comuna tinha 358 habitantes (densidade: 25,4 hab./km²).